# Joe Saunders (Politiker)

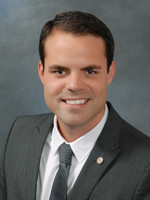
Joe Saunders

Joe Saunders (* 12. April 1983 in Fort Lauderdale) ist ein US-amerikanischer Politiker der Demokratischen Partei. Zwischen 2012 und 2014 war Abgeordneter im Repräsentantenhaus von Florida. Saunders lebt mit seinem Partner in Florida.

## Leben und Wirken
Saunders wurde 1983 in Fort Lauderdale geboren und studierte von 2001 bis 2005 an der University of Central Florida. Sein Studium der Politikwissenschaften schloss er mit einem Bachelor of Arts ab. Seine politische Karriere begann er als „community organizer“ auf dem Campus. Er setzte sich für den Umweltschutz und bezahlbarere Studiengebühren ein. Zudem machte er sich für stärkere Maßnahmen gegen Diskriminierung stark.
Nach seinem Abschluss arbeitete er mit „Equality Florida“, einer Organisation in Florida, die sich für Homosexuelle und Transgender einsetzt, zusammen. Später wurde Saunders Direktor für gesellschaftliches Engagement am Equality Florida Institute. 2008 spielte er eine entscheidende Rolle bei der Verabschiedung des ersten Mobbing-Gesetzes, das in Florida verabschiedet wurde.
2012 wurde er in das Repräsentantenhaus von Florida gewählt. Er wurde 2014 von dem Republikaner Rene Plasencia abgelöst. Saunders gab bekannt, dass er nicht mehr vor habe für das Abgeordnetenhaus 2016 zu kandidieren.